# Zamek w Złotorii
Zamek w Złotorii – zamek położony w Złotorii, u ujścia Drwęcy do Wisły, powstały w połowie XIV w., jedna z ważniejszych warowni w strefie konfliktów polsko-krzyżackich, obecnie w stanie ruiny.

## Historia
Zamek wybudowano w 1343 roku na polecenie króla Kazimierza Wielkiego, w celu zabezpieczenia granicy Ziemi Dobrzyńskiej oraz kontroli działań Krzyżaków w Toruniu. Zamek wzniesiono na miejscu drewnianego grodu książąt mazowieckich, który istniał od czasów wczesnego średniowiecza. 
Po śmierci Kazimierza Wielkiego w 1370 roku, zamek przypadł Kaźkowi Słupskiemu, jednak 9 września 1373 roku zajął go książę gniewkowski Władysław Biały, który podstępnie pojmał burgrabiego zamku Mikołaja Romlika. Wkrótce jednak licząc na łaskę polskiego króla Ludwika Węgierskiego, Władysław Biały zwrócił mu zamek. W celu odzyskania ojcowizny 16 sierpnia 1375 roku Władysław Biały przy pomocy rycerzy burgundzkich ponownie opanował zamek, zamku nie utrzymał Krystyn ze Skrzypna  starosta Złotoryski Władyslaw Biały organizował z niego najazdy na Kujawy, co spowodowało kontrakcję wojsk królewskich Ludwika Węgierskiego, które 1 czerwca 1376 roku rozpoczęły oblężenie zamku. W czasie oblężenia zamku w lipcu 1376 roku ranny został książę Kaźko Słupski, w wyniku czego po kilku miesiącach zmarł. Na początku 1377 roku Władysław Biały poddał zamek wojskom królewskim. W latach 1379–1392 zamek należał do Władysława Opolczyka, który otrzymał go od Ludwika Węgierskiego wraz z ziemią dobrzyńską i częścią Kujaw. Jego dobre stosunki z Krzyżakami sprawiły, że w maju 1391 roku oddał bezprawnie zamek w zastaw Zakonowi za 50 tys. florenów, co m.in. stało się powodem konfliktu króla Jagiełły z księciem. W 1404 roku na mocy ugody z Raciążka wykupił go Władysław Jagiełło.  
W dniu 2 września 1409 roku po ośmiodniowym oblężeniu przez Krzyżaków został zdobyty i zniszczony na rozkaz wielkiego mistrza Ulricha von Jungingena. Wycięto przy tym polską załogę zamku przy dźwiękach muzyki. 
W maju 1411 roku na polu w pobliżu zamku wymieniono opieczętowane dokumenty I pokoju toruńskiego, na podstawie którego zamek powrócił do Królestwa Polskiego, a Krzyżacy zobowiązali się wypłacić odszkodowanie za jego zniszczenie w wysokości około 3 ton srebra. Drugi pokój toruński ostatecznie przyczynił się do utraty militarnego znaczenia zamku w Złotorii, ponieważ przestała w pobliżu istnieć granica państwowa na Drwęcy. 
Na początku XIX w. uległ częściowej rozbiórce, której zaniechano z powodu bardzo mocnej zaprawy użytej do budowy.

## Architektura
Zamek miał charakter gotycki, jako budulca użyto mocno palonej cegły. Wzniesiony został na planie wydłużonego prostokąta, składał się budynku mieszkalnego, otoczonego murem dziedzińca, wieży obronnej ze skarpami oraz przedzamcza. Od wschodu otoczony fosą. Powierzchnia zamku wynosiła ok. 1750 m². Zachowane obecnie elementy to fragment kwadratowej wieży w dwóch kondygnacjach, część murów obwodowych i murów przedzamcza.

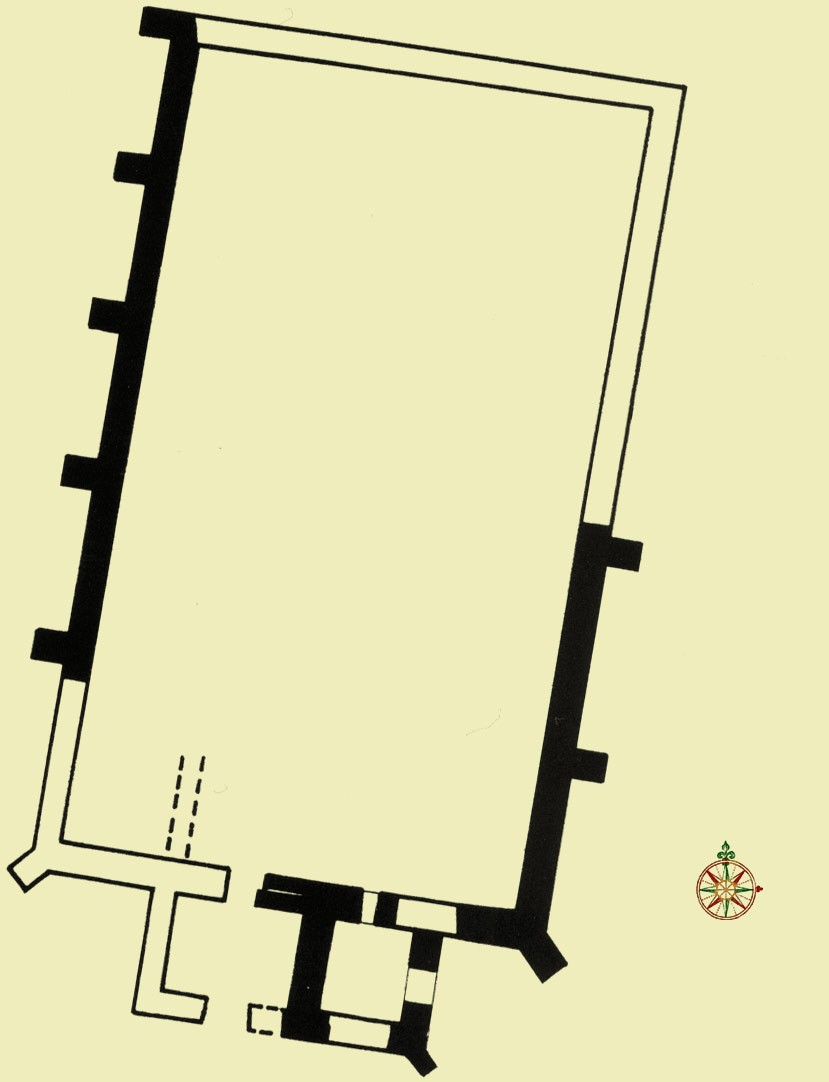
Plan zamku wg Bernharda Schmidta
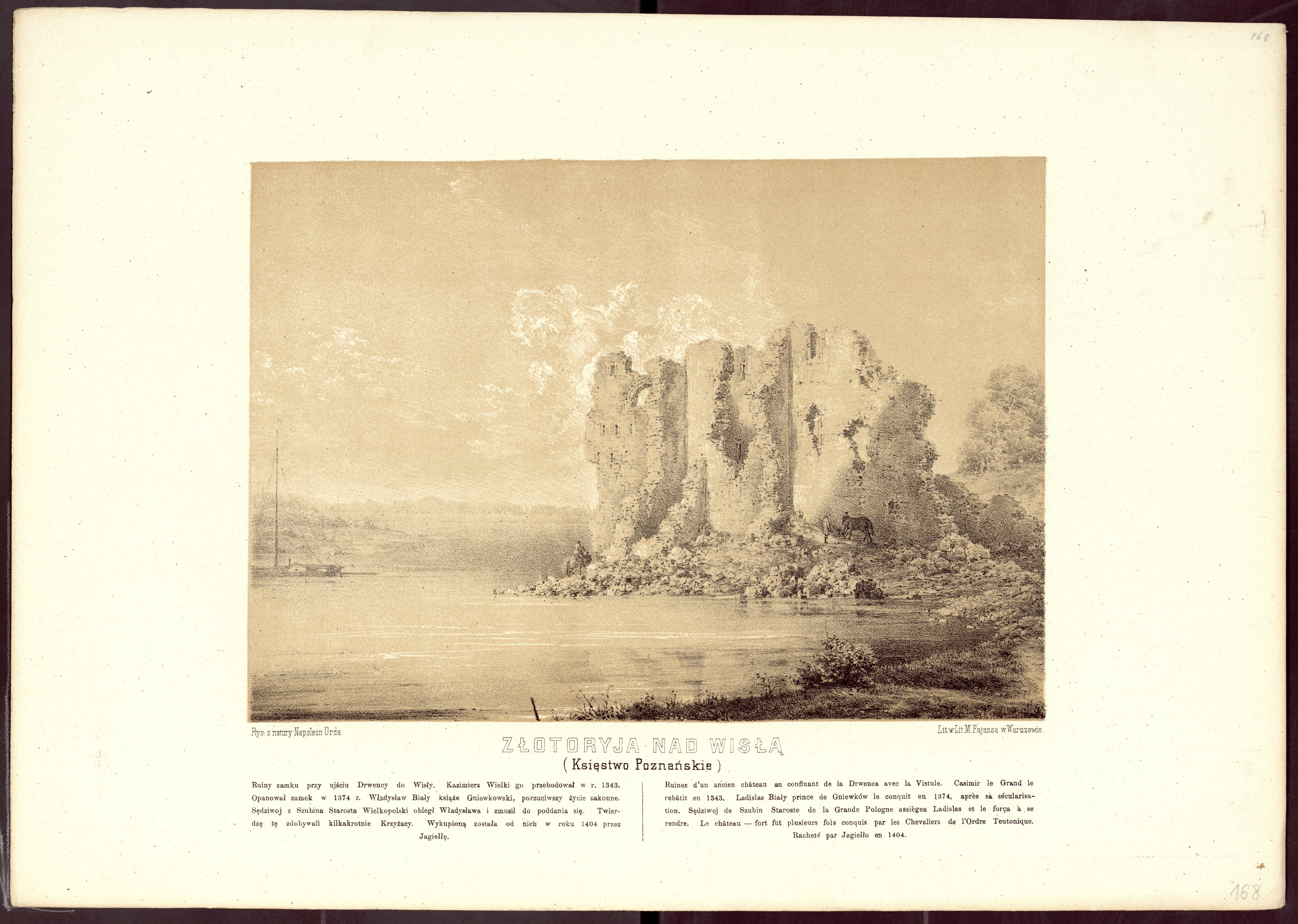
Widok z 1880 roku
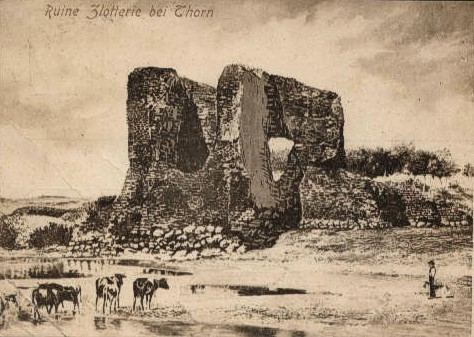
Pocztówka w ruinami z okresu międzywojennego
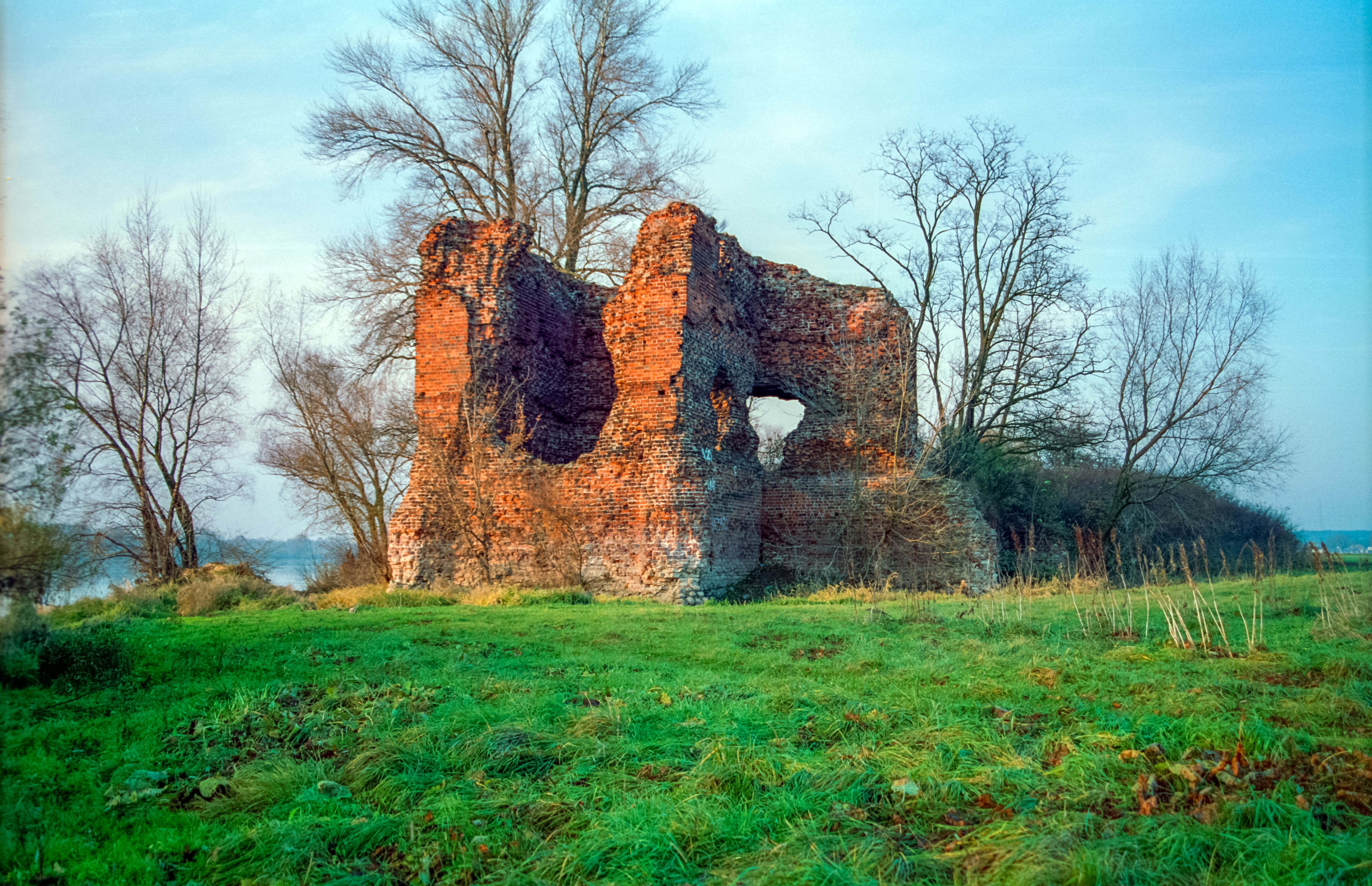
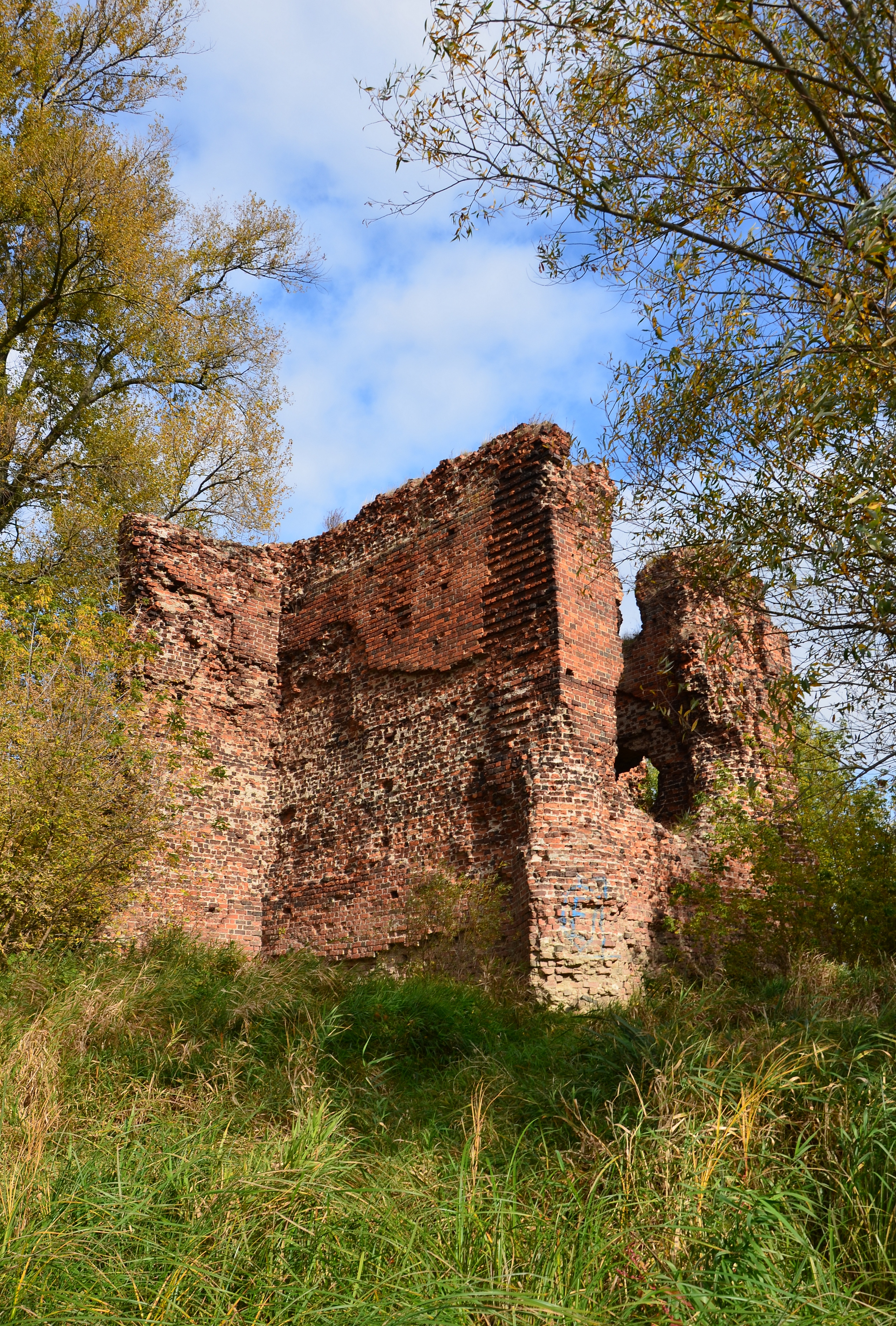
Widok od strony Wisły
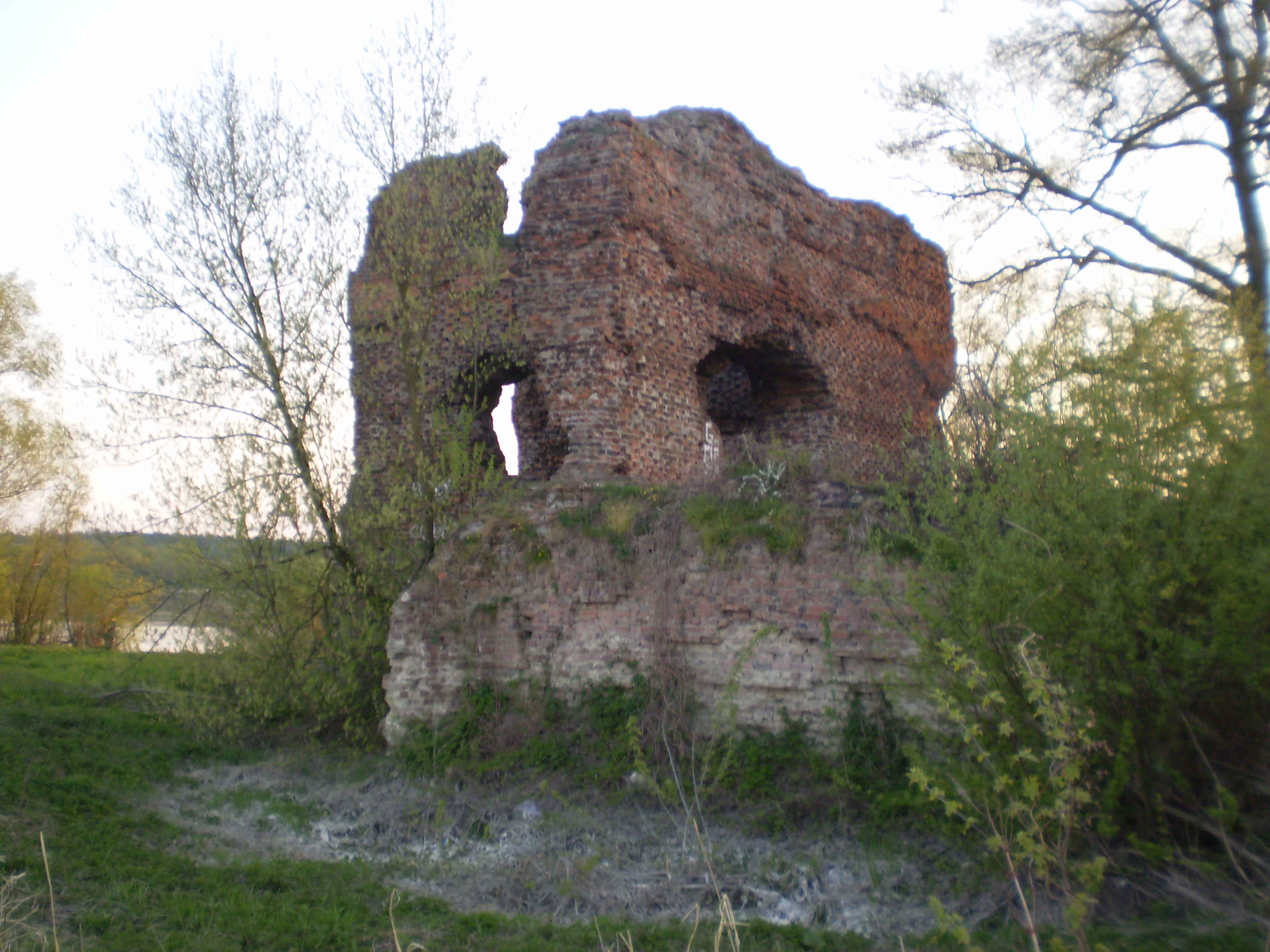
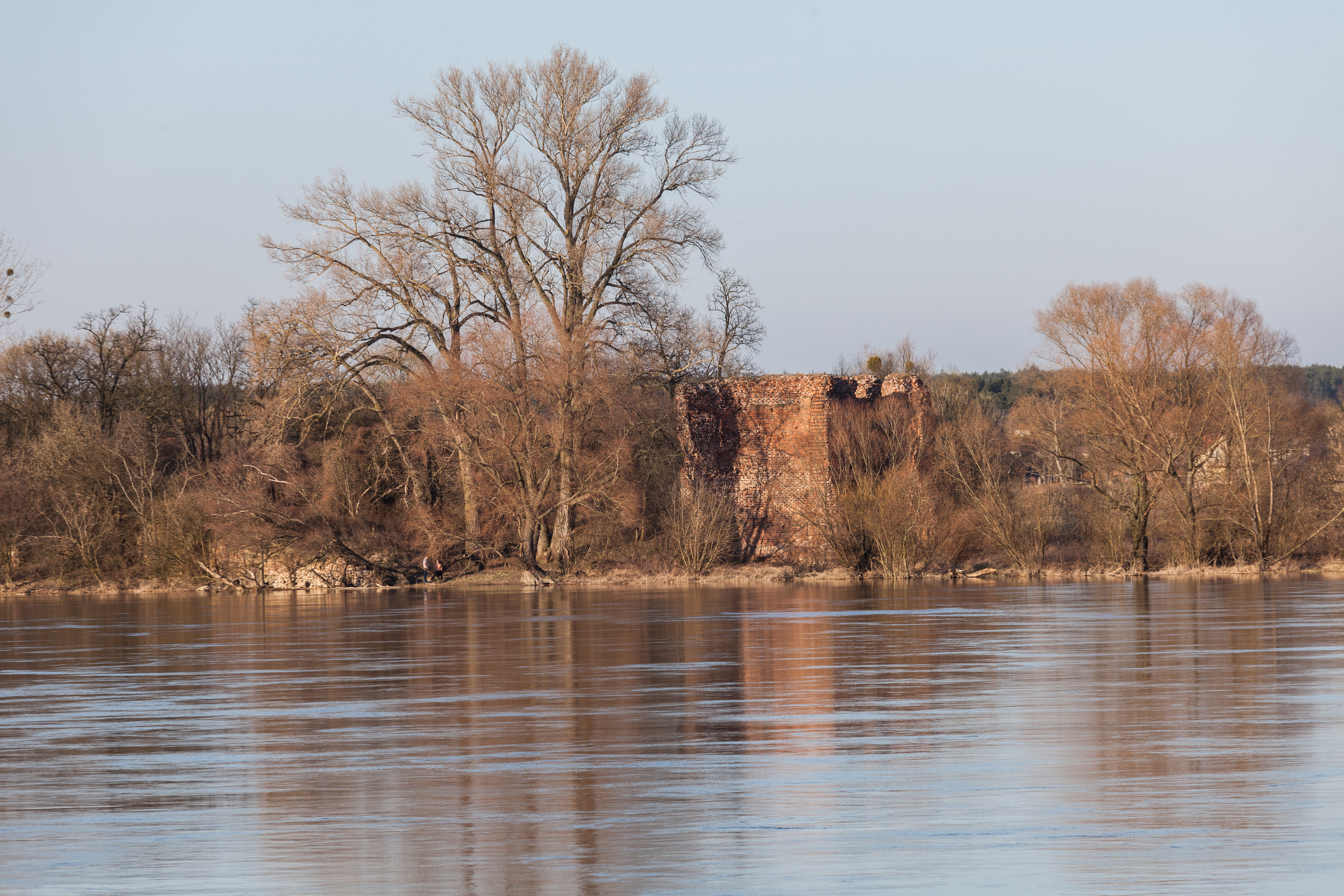
Ruiny zamku z Czerniewic